# Bataille de Feyiase
Guerre entre les royaumes denkyira et ashanti
La bataille de Feyiase est livrée en novembre 1701 au Ghana, à une quinzaine de kilomètres de Kumasi, lors de la guerre qui oppose le royaume de Denkyira et les Ashantis. Les Ashantis, commandés par Osei Tutu Ier et qui contestent l'hégémonie des Denkyira, remportent une victoire décisive sur leurs adversaires, dont le roi, Ntim Gyakari, est tué lors des combats.
À la suite de cette victoire, Osei Tutu fonde avec le prêtre Okomfo Anokye, son principal conseiller, l'Empire Ashanti. Feyiase marque aussi la disparition du royaume Denkyira comme État indépendant; ses territoires sont annexés par les Ashantis et sa population asservie par les vainqueurs. Les Denkyiras essaient de regagner leur liberté par la force en 1711 mais leur rébellion est écrasée.

## Contexte

### Pression commerciale
Le royaume de Denkyira s'étend le long de la Côte de l'Or et maîtrise l'accès aux comptoirs et forts européens qui échangent des armes à feu et de la poudre noire contre de l'or, puis plus tard contre des esclaves. Dans ce contexte, le royaume est considéré comme le plus puissant des États akan entre les années 1660 et 1690. 
Il est le plus important exportateur d'or et d'esclaves des Néerlandais situés à Elmina et des Britanniques situés à Cape Coast, et par conséquent le plus important importateurs d'armes à feu et de poudre noire. Autant les Européens que le royaume de Denkyira ont un intérêt à préserver ces voies commerciales. En 1692, des émissaires Néerlandais, Britanniques et Brandebourgeois sont envoyés à Abankeseso afin de rencontrer le roi Boamponsem et renforcer les relations commerciales. Ce contrôle des voies commerciales mets sous pression les États tributaires d'où provient l'essentiel de l'or et des esclaves. 
Cette situation provoque le soulèvement des Assin et des Twifo de l'ancien royaume Adansi. Le roi de Denkyira réprime les révoltes afin de maintenir le contrôle des voies commerciales qui y transitent. Cette situation pousse les ressources du royaume dans ses limites, ce qui augmente les demandes en armes européennes. Les chefs Denkyira se montrent progressivement plus exigeants envers les marchands qui transitent sur leur territoire. 

### Hostilité ashantie
La sphère d'influence élargie du royaume de Denkyira en 1690 est le résultat d'une succession d'offensives visant à soumettre les États environnants. Vers 1659, Boamponsem, le roi de Denkyira, dirige ses armées en territoires Adansi, dans l'actuelle région Ashanti et les défait. Il soumet les petits États au statut de tributaire. Le vide laissé par l'affaiblissement de ces États est propice à une nouvelle vague de migration Akan dans laquelle se trouve le clan Oyoko qui s'installe autour de l'État de Kwaaman, situé dans l'actuelle ville de Kumasi, et se soumet à Boamponsem. Cet État, prédécesseur de l'Empire ashanti, sera ensuite dirigé par Obiri Yeboa qui prend le titre de Kwaamenhene (chef de Kwaaman). Selon les rapports néerlandais « les Adansi ont silencieusement disparu » après cette guerre.
En tant qu'État tributaire, l'État de Kwaaman doit payer un tribut annuel. En qualité d'héritier du trône, Osei Tutu Ier est envoyé dans les années 1660 en remplacement du tribut et devient un otage politique de Boamponsem qui le forme militairement et le nomme général des armées. Cependant, il fuit après avoir commis une transgression sexuelle grave avec Bosinante, la sœur du roi. Selon Carl Christian Reindorf, Ntim Gyakari,serait l'enfant de cette union. La légende de la fondation de l'Empire ashanti considère  que cette transgression sexuelle est la véritable cause du conflit.
Les tensions qui opposent l'État de Kwaaman et le royaume de Denkyira augmentent. En 1670, Obiri Yeboa parvient à établir une première confédération en 1670 avec des États environnants et son fils Osei Tutu qui lui succède continue cette politique afin de lutter contre les pressions exercées par le royaume de Denkyira,. Malgré des démarches diplomatiques de pacification, les tensions s'aggravent dramatiquement après 1694.

### Facteurs d'aggravation
Deux événements provoquent une aggravation significative des tensions. Premièrement, Boamponsem meurt en 1694 après avoir régné près de 40 ans. Remémoré dans la tradition de Denkyira comme un grand roi, son fils Ntim Gyakari lui succède. Ce dernier est décrit comme un jeune homme mal avisé par Willem Bosman, contemporain européen. Deuxièmement, vers la fin des années 1690, le nouveau roi de Denkyira met en place une taxe sur le passage des commerçants en provenance de la confédération ashanti.  
Cette dernière décision provoque la contestation des ashantis situés au nord du royaume tandis que les États du sud se rebellent, divisant les opérations militaires sur deux fronts opposés. Le maintien de la cohésion épuise les ressources de la capitale Abankeseso au point que la population rejette l'autorité du roi.  
La tradition orale indique également qu'Osei Tutu aurait offert l'asile à deux contestataires de Ntim Gyakari et soumis militairement deux chefferies tributaires du royaume de Denkyira. Le roi Ntim Gyakari aurait exigé en retour une compensation en or, en collier de perles, que chaque chef asante livre sa favorite en mariage ainsi que son héritier. Osei Tutu rejette cette demande et entre en guerre. 

## Déroulement

### Préparatifs
Entre 1694 et 1699, les deux armées se préparent à la confrontation, les rapports contemporains néerlandais permettent de confirmer que le conflit est déjà en cours en novembre 1698. La coalition menée par Osei Tutu intègre également des chefferies Denkyira opposées au nouveau roi. Les premières années du conflit ne comptent aucune bataille notable. Les marchands peuvent toujours librement traverser le territoire de Denkyira, malgré l'hostilité. Osei Tutu ordonne l'acquisition d'armement européen afin de renforcer ses armées moins nombreuses que celles du Denkyira et parvient à fédérer plusieurs chefferies autour de ses projets de conquêtes en leur faisant prêter serment sur un trône d'or, un dwa symbolisant la royauté. En parallèle, les États wassa et aowin coupent progressivement la route des marchands de Denkyira, réduisant fortement les capacités d'approvisionnement militaire. La tradition orale prétend également qu'Okomfo Anokye accompagne Osei Tutu et assure leur victoire grâce à ses pouvoirs surnaturels ou grâce à un sacrifice humain.  
Malgré cela, les préparatifs prennent du temps puisqu'il est nécessaire d'organiser l'armée de cette coalition. Osei Tutu donne aux armées de chaque coalisés une portion de l'aile à gérer sur les champs de bataille. Il incorpore également de force les troupes des États qu'il a vaincu récemment. En effet, contrairement aux Denkyira, l'armée ashantie n'est pas convenablement assemblée lorsque la guerre débute. En conséquence, l'armée de Denkyira traverse la frontière en direction de Kumasi. La tradition orale dit que son avancée est ralentie par des faits de résistances héroïques, ou des pièges placés par les chefferies locales.  

### Bataille
Les premières batailles se déroulent sur le trajet de l'armée Denkyira qui poursuivent les armées en fuites jusqu'à rencontrer l'armée d'Osei Tutu à Feyiase. Le village de Feyiase se situe à 15 km de Kumasi. À l'aube de cette bataille, l'Empire ashanti serait à la tête de 300.000 hommes  tandis que le royaume de Denkyira avance aux côtés de forces issues de l'État Akyem.
Les troupes ashanties, dirigées par le Mamponhene (chef de Mampong) Boahen Anantuo en qualité de commandant suprême, auraient préparé un piège sur le terrain de Feyiase et poussent l'un des généraux Denkyira à la retraite, provoquant une brèche sur le champ de bataille. Ils capturent Ntim Gyakari et le décapitent sur le champ de bataille. Cent mille hommes de Denkyira meurent durant la bataille, malgré un équipement plus important en mousquet.
Les armées défaites fuient vers le sud tandis que les armées ashanties se dirigent vers la capitale du royaume de Denkyira avec l'objectif de la saccager et réduire la capacité future de l'État à se relever, si bien que le site d'Abankeseso est par la suite déserté et son emplacement géographique est incertain.

## Sources contemporaines
Le déroulement indiqué par les Néerlandais de la Côte-de-l'Or néerlandaise confirme une longue période de préparation et de mobilisation des armées. La tradition orale parle de trois ans de préparation, ce qui permettrait d'estimer le déclenchement de la guerre dans l'année 1698. Ces témoins contemporains permettent de mettre en lumière l'intérêt de la tradition orale pour relier la chronologie aux faits. Les documents européens confirment le rattachement de nombreux États tributaires à la rébellion menée par l'État de Kwaman, puis confédération Ashanti. Cette situation provoque de nombreuses migrations  vers Kumasi. 
Ils rapportent également qu'en août 1699, la quantité de marchandise en circulation s'amoindrit fortement en raison des guerres qui se déroulent à l'intérieur des terres. En juin 1700, ils indiquent que la marchandise la plus prisée est l'arme à feu. Enfin, en 1701, une bataille violente est signalée entre les deux royaumes. De plus, les États côtiers refusent désormais de délivrer des munitions aux Denkyira car ceux-ci « sont devenus d'insupportables voisins belliqueux ». Enfin, en novembre 1701, une victoire complète de l'insurrection Kwaman est annoncée. 

## Conséquences

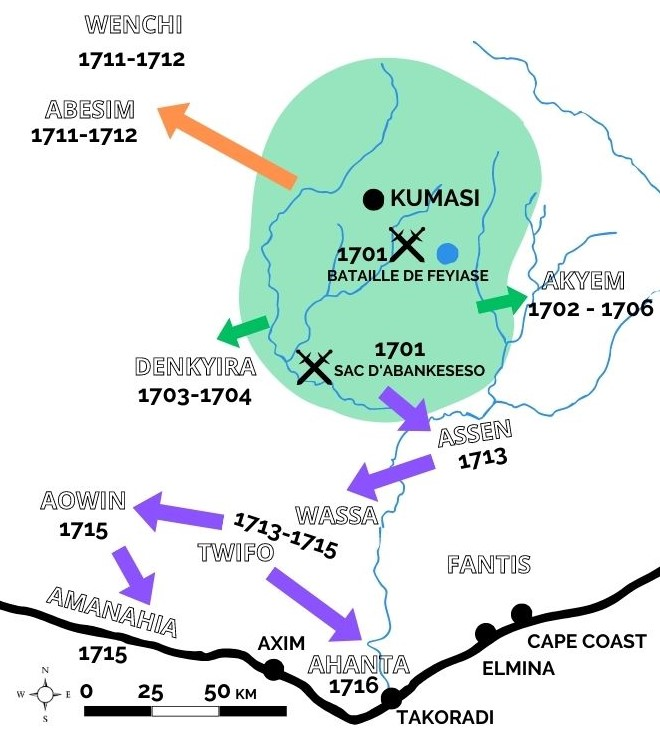
En vert, la guerre contre Denkyira poursuivie par la guerre contre les Akyems et la traque des réfugiés denkyira. En orange, la guerre contre Wenchi. En mauve les campagnes d'expansion vers la côte transitant par les États d'Aowin, les Twifo, les Wassa et les Nzema à proximité de la côte, avec l'intervention au cap des Trois Pointes.

Selon Willem Bosman, contemporain du conflit, le roi Osei Tutu inflige une importante défaite au Denkyira malgré la différence d'armement. La bataille de Feyiase met un terme à ce conflit. La confédération ashantie capture Ntim Gyakari et le décapite sur le champ de bataille. Cent mille hommes de Denkyira meurent durant la bataille, bien que cette armée possède elle aussi des mousquets, et le sac de la capitale Abonkeseso dépossède le royaume d'une importante richesse. Selon d'autres sources, ce chiffre descend à 30.000 hommes. 
Osei Tutu ordonne la formation de l'Empire ashanti et décrète que tous les États akan doivent se soumettre aux Ashantis et au clan Oyoko qui seraient, selon lui, supérieurs culturellement et spirituellement. Il entre en guerre contre les deux États akyems situés à l'est du territoire nouvellement acquis. Cette poursuite de la guerre est la suite logique des décisions prises par Osei Tutu depuis son accession au trône de Kwaaman. De plus, après la victoire de 1701, le roi se fait nommer Asantehene, un titre royal hiérarchiquement plus élevé aux autres rois selon la constitution ashanti. Il s'attend à ce que l'ensemble des anciens États sujets de Denkyira lui prête allégeance et lui verse un tribut.
Osei Tutu mène de nombreuses conquêtes qui marquent le commencement de l'hégémonie de l'Empire ashanti qui s'étend sur la Côte de l'Or du début du XVIIIe siècle jusqu'au milieu du XIXe siècle,,. Cette bataille est responsable du peuplement Akan dans le sud-est de la Côte d'Ivoire.

## Culture populaire

### Chant funèbre
La défaite de Ntim Gyakari et la bataille de Feyiase font partie des légendes orales. On peut par exemple en retrouver l'évocation en chant funèbre : 
Ntim Gyakari, le riche noble
Qui mena sa Nation à sa perte à Feyiase
Les petits-fils de Ntim Gyakari proviennent

De Feyiase, le champ de bataille.
Dans ce chant funèbre, on compare la tragédie qui frappe le royaume de Denkyira à celle qui frappe Feyiase où Ntim Gyakari perd la vie.

### Culture des armes à feu
La bataille de Feyiase est intrinsèquement liée à l'importance culturelle des armes à feu pour les Ashanti. Les armes à feu, initialement des mousquets, sont depuis longtemps un puissant symbole de la virilité et du statut de l'homme au sein de la culture Ashanti. Elles ont une charge mythologique, étant considérées comme instrumentales dans la création de l'Empire. La tradition attribue à Okomfo Anokye le pouvoir magique des armes Ashanti, ainsi que l'affaiblissement occulte des armes ennemies.
Lors de la bataille décisive de Feyiase en 1701, Okomfo Anokye est censé avoir fait enfler un arbre pour absorber tous les tirs de mousquets des Denkyira, puis le faire revenir à sa taille normale pour que les volées des Ashanti atteignent leur cible. Les armes à feu façonnent l'identité des Ashanti, et les armes magiques font partie intégrante de nombreuses traditions. Elles ont également eu une charge politique, en tant qu'outils indispensables de force et de pouvoir. Son utilisation est imprégnée de significations, symbolisant à la fois l'affirmation et le défi de la hiérarchie socio-politique établie. Dans la culture marquée par la violence des Ashanti, la possession, l'intention et l'utilisation de l'arme à feu confèrent à son utilisateur une voix et une puissance.